# Eigil Nielsen (Fußballspieler, 1948)
Eigil Nielsen (* 6. Dezember 1948 in Tårs, Gemeinde Hjørring; † 26. Dezember 2019 in Hjørring) war ein dänischer Fußballspieler.

## Karriere
Nielsen begann seine Profikarriere beim Hjørring IF in der damals zweitklassigen 2. Division Dänemarks. 1970 wurde er vom Kjøbenhavns Boldklub in die 1. Division geholt.
Am 27. Juli 1971 beim 3:2-Sieg Dänemarks über Japan absolvierte Nielsen seinen ersten Einsatz in der Nationalmannschaft. Bis 1975 absolvierte er insgesamt elf Spiele für die dänische Nationalelf.
Nach einer Saison in Kopenhagen holte ihn Winterthurs Trainer Willy Sommer in die Schweiz zum FC Winterthur in die höchste Schweizer Liga, wo er als Mittelfeldregisseur einer der Teamstützen wurde. Mit seinen Freistößen und Schüssen aus der zweiten Reihe war er nicht nur eine Teamstütze, sondern auch der Mittelfeldspieler mit den meisten Toren in Winterthur. Sommer nannte Nielsen mehrfach «den besten Spieler, den ich je trainierte». Zu Beginn der Saison 1974/75 musste ihn der FC Winterthur, nicht zuletzt auch aus Finanznöten an den FC Basel verkaufen.
Mit Basel wurde er 1975 Cupsieger und in der nächsten Saison (1976/77) Schweizer Meister und zum besten ausländischen Spieler in der Schweiz gekürt. Zwei Jahren nach diesem Erfolg wechselte er 1979 für 80.000 Franken zum FC Luzern, für den er 17 Spiele in der Nationalliga A bestritt. Ein Wadenbeinbruch mit Knöchelbänderriss beim Spiel gegen den FC St. Gallen im April 1980 bedeutete Nielsens vorzeitiges Karriereende.